# 李重 (西晋)
李重（253年—300年），字茂曾，江夏郡鍾武人。李重少年時期好学，文辭可觀；其父秦州刺史、都亭定侯李秉很早就死去。所以李重就成了孤兒，與弟弟們住在一起並照顧他們，以友愛著稱。

## 仕途
成年以後，出任家族封國都亭中正，任上謙遜禮讓。因有才學，又“以清尚稱”，一直受到重用。咸寧年間為始平王文學，遷太子舍人，轉尚書郎。太熙初遷廷尉平，晉惠帝時轉中書郎，遷尚書吏部郎。出為行討虜護軍平陽太守。以弟李嶷喪去官。
永康元年（300年），趙王司馬倫為相國，引李重為左長史，以憂逼成疾而卒，時年四十八，追賺散騎常侍，謚成。

## 家屬
- 曾祖父李通，東漢末年曹操將領，汝南太守。
- 祖父李緒，魏平虜中郎將[2]
- 父親李秉，魏秦州刺史，西晉都亭定候。
- 兒子李式，東晉書法家。

## 延伸阅读
[在维基数据编辑]
 《晉書·卷046》，出自房玄齡《晉書》

## 資料來源
- 《三國志·魏書·李通傳》
- 《全晉文》
- 《晉书·李重傳》

1. ↑  《資治通鑑·晉紀五》
2. ↑  （曹丕）诏曰：“昔袁绍之难，自许、蔡以南，人怀异心。通秉义不顾，使携贰率服，朕甚嘉之。不幸早薨，子基虽已袭爵，未足酬其庸勋。基兄绪，前屯樊城，又有功。世笃其劳，其以基为奉义中郎将，绪平虏中郎将，以宠异焉。”〈王隐晋书曰：绪子秉，字玄胄，有俊才，为时所贵，官至秦州刺史。〉